# Туекта (село)
Туекта́ — село в Онгудайском районе Республики Алтай, входит в Теньгинское сельское поселение. 

## Этимология
Название в переводе с алтайского «Туйук-Туу» — закрытая, запертая высокая гора.  

## География
Расположено на берегу реки Урсул, рядом в неё впадает река Туекта. С севера и юга обрамлено горами, с юга они покрыты лесом. Преобладающие породы деревьев: лиственница и берёза.
Село состоит из трех улиц: Новой, Семенова и Урсульской.

## Население
| 2010 | 2011 | 2012 | 2013 | 2014 | 2015 | 2016 |
| ---- | ---- | ---- | ---- | ---- | ---- | ---- |
| 360  | ↘359 | ↘347 | →347 | ↘344 | ↘330 | ↘329 |

## Инфраструктура
Имеются магазин, почта, библиотека.

## Транспорт
Село расположено на 614 км федеральной автотрассы Р-256 «Чуйский тракт». Возле Туекты к нему примыкает региональная автодорога, ведущая в Усть-Кан.

## История
В 1870 году крестьяне села Нижняя Каменка Алтайской волости Бийского округа Томской губернии подали прошение на переселение в местечко Туекта, находящееся в долине Урсула. Не дождавшись ответа исправника, они стали селиться там самовольно. Основано село в 1876 году.
В 1896 году Алтайская духовная миссия вынесла решение об открытии школы в селе. Был построен молитвенный дом, имевший небольшую звонницу и купол, увенчанный крестом, а в частном доме открыта школа.
В период гражданской войны село стало одним из узловых пунктов противоборства белых и красных на Алтае. Здесь не раз проходили ожесточенные бои. В подтверждение чему, расположена одна из самых больших братских могил, в которой похоронено 97 героев-партизан, боровшихся за установление советской власти.

## Достопримечательности
На одной из скал возле села была обнаружена писаница эпохи ранних кочевников с изображениями горных козлов и маралов, а также нескольких человеческих фигур. Вдоль Чуйского тракта в окрестностях находится большое количество курганов, балбалов и выкладок. В начале XX века русский писатель В. Я. Шишков отмечал: «В окрестностях Чуйского тракта, за Туектой начинают в обилии встречаться древние курганы, по-местному бугры, а также круглые неглубокие, заросшие травой и бурьяном ямы, кое-где охваченные каменными кольцами. Все эти памятники, попадающиеся то здесь, то там вплоть до монгольской границы, свидетельствуют о когда-то живших здесь и ушедших отсюда иных насельниках, седая память о которых сохранилась лишь в местных преданиях».